# Archaeopteryx
Archaeopteryx er en uddød fugleslægt fra juratiden, der danner en af de vigtigste fossile mellemformer mellem traditionelle theropode dinosaurer og fugle. Det er en af de tidligste kendte og mest primitive urfugle. Den havde fjer og vinger, men også klør på forkanten af vingerne, knogler inden i den fjerbeklædte hale og en kæbe med tænder (ikke et næb). De kendte fossiler varierer lidt, men er typisk på størrelse med en allike eller gråkrage, omend med relativt længere hale og kortere vinger. Det er omdiskuteret, om Archaeopteryx var i stand til aktivt at flyve eller kun kunne svæve et stykke (f.x. ved at hoppe ud fra et træ).
Navnet "Archaeopteryx" er sammensat af de græske ord archaios (urgammel) og pteryx (fjer) og kan oversættes med urgammel fjer.
Der er tre anerkendte arter:
- Archaeopteryx albersdoerferi
- Archaeopteryx lithographica (Archaeopteryx macrura er dens synonym)
- Archaeopteryx siemensi (Archaeopteryx bavarica er dens synonym)

## Kendte fossiler
Man kender i alt 13 mere eller mindre komplette fossiler af Archaeopteryx. De er 148,5 til 150,8 millioner år gamle, og alle er fundet i stenbrud i Sydtyskland. De fleste fossiler anses for at tilhøre arten A. lithographica, et par stykker er A. siemensi og kun ét er A. albersdoerferi. De fleste af fossilerne er på tyske museer, blandt andet et meget velbevaret eksemplar på Berlins Museum Für Naturkunde. Det eneste eksemplar i Norden, hvilket desuden er det eneste af arten A. albersdoerferi (det såkaldte "Daiting" eksemplar), er på Evolutionsmuseet i Knuthenborg Safaripark. Udover de ægte fossiler har en del museer verden over kopier.

## Lignende arter
På det seneste er der begyndt at dukke mange nye fund af dinosaurer med fjer op – specielt i udgravninger i Kina.
Andre lignende 'dinosaurer med fjer':
- Caudipteryx
- Protarchaeopteryx
- Sinosauropteryx